# Universiade d'été de 1977
Navigation
Édition précédente Édition suivante
La 9e édition de l'Universiade d'été à Sofia, en Bulgarie. Cette édition marquait la dernière fois que la République de Chine était présente à l'Universiade d'été. Cette édition a marqué la première et la seule fois à ce jour que la République de Chine est revenue à l'Universiade d'été après avoir boycotté l'édition de 1975.

## Tableau des médailles
| Rang | Pays                 | Médaille d'or | Médaille d'argent | Médaille de bronze | Total |
| 1    | Union soviétique     | 26            | 31                | 25                 | 82    |
| 2    | États-Unis           | 19            | 11                | 13                 | 43    |
| 3    | Bulgarie             | 16            | 8                 | 11                 | 35    |
| 4    | Roumanie             | 9             | 8                 | 11                 | 28    |
| 5    | Tchécoslovaquie      | 5             | 4                 | 1                  | 10    |
| 6    | Canada               | 4             | 6                 | 5                  | 15    |
| 7    | Cuba                 | 4             | 3                 | 4                  | 11    |
| 8    | Pologne              | 3             | 6                 | 4                  | 13    |
| 9    | Allemagne de l'Ouest | 3             | 3                 | 6                  | 12    |
| 10   | Japon                | 3             | 3                 | 0                  | 6     |
| 11   | Hongrie              | 2             | 4                 | 4                  | 10    |
| 12   | France               | 2             | 2                 | 2                  | 6     |
| 13   | Italie               | 1             | 3                 | 3                  | 7     |
| 14   | Yougoslavie          | 1             | 3                 | 1                  | 5     |
| 15   | Mongolie             | 1             | 0                 | 2                  | 3     |
| 16   | Autriche             | 1             | 0                 | 0                  | 1     |
| 16   | Belgique             | 1             | 0                 | 0                  | 1     |
| 16   | Brésil               | 1             | 0                 | 0                  | 1     |
| 19   | Royaume-Uni          | 0             | 4                 | 1                  | 5     |
| 20   | Allemagne de l'Est   | 0             | 3                 | 3                  | 6     |
| 21   | Algérie              | 0             | 0                 | 1                  | 1     |
| 21   | Corée du Sud         | 0             | 0                 | 1                  | 1     |
| 21   | Iran                 | 0             | 0                 | 1                  | 1     |
| 21   | Suisse               | 0             | 0                 | 1                  | 1     |
| 21   | Turquie              | 0             | 0                 | 1                  | 1     |